# Rupalgletscher
Der Rupalgletscher befindet sich im Distrikt Astore im pakistanischen Sonderterritorium Gilgit-Baltistan.

## Lage
Der 14 km lange Gletscher strömt in einem Bogen anfangs in nordwestlicher, später in nördlicher und schließlich in ostnordöstlicher Richtung durch das Nanga-Parbat-Massiv im westlichen Himalaya. Der Toshaingletscher mündet linksseitig in den Gletscher. Der Südliche Shaigirigletscher trifft von Süden kommend auf den Rupalgletscher. Der Gletscher endet an der Südflanke des Nanga Parbat, der so genannten „Rupalflanke“. Folgende Berge umrahmen den Rupalgletscher: Schlagintweit Peak (5971 m), Laila Peak (6132 m) und Turpin Peak (5924 m).
Der Rupalgletscher speist den Rupal und ist nach diesem Gletscherbach benannt. Der Rupal fließt durch das Rupal Valley (Rupaltal) und mündet in den Astor. Im Rupaltal liegt auch eine kleine Siedlung namens Rupal.